# Jens Grand
Jens Grand (død 1327) var en dansk ærkebiskop.
Han var en søn af Torbern, der var miles curialis eller kongens vederlagsmand, og Cæcilie, der var søster til biskop Peder Bang af Roskilde. Som barn må han have oplevet sin morbroder Jakob Erlandsens strid med kronen.
Han blev oplært ved Roskilde Domkirke og studerede i Frankrig. Omkring 1280 blev han domprovst i Roskilde, og straks ved sin ansættelse kom han til at tage stilling mod kong Erik Glipping. Det og familieforbindelser til Hvideslægten, gjorde, at han
blev betragtet som medvider i kongemordet, og frygten for, at hans godser herved kunne komme i fare, fik ham i 1288 til at skænke alt sit gods til oprettelsen af seks præbender ved Roskilde Domkirke, mod at han selv fik en forlening af kirken på livstid. I 1289 døde ærkebiskoppen af Lund, Johannes Dros, og Jens Grand blev valgt til embedet trods enkedronningens modstand. Paven indsatte ham som ærkebisp den 18. marts 1290.
Fortsatte rygter om hans samarbejde med Marsk Stig og andre, som man mente var involveret i kongemordet, førte til en beslutning om at fængsle ham. Erik Menveds broder Christoffer fik ham tidligt om morgenen 9. april 1294 lokket ud af hans bolig og fanget sammen med domprovsten, Jacob Lange. De blev ført til Søborg Slot. Her sad han over halvandet år i et elendigt fangehul, lænket og plaget på alle måder.
Den pavelige legat Isarn meddeler Jens Grand, at den danske konge, Kong Erik 6. Menved, vil lade sagen mellem ham og ærkebispen afgøre i Rom og ikke i Danmark og udsteder fuldmagt for sendebudene kansleren Morten Due og kanniken Guido om at drage til Rom den 5. maj 1296 i Ribe.
Han undslap dog og søgte tilflugt på sin borg Hammershus på Bornholm.
I 1297 dømte pave Bonifacius VIII Erik Menved til at genindsætte ham og betale en erstatning på 49.000 mark sølv.
I 1300 kom Jens Grand selv til Rom for at føre sin sag, men efter hans uhyrlige krav var paven mere indstillet på et kompromis. I 1302 afgjorde han sagen, så Jens Grand blev forflyttet til Riga, og at kongens bøde blev nedsat til 10.000 mark sølv.
I 1310 udnævnte Pave Clemens V ham til ærkebiskop af Ærkebispedømmet Bremen, hvor der i flere år havde været strid om bispestolen. Senere udnævntes han til voldgiftsmand mellem Riga Stift og den Tyske orden. Snart rejste der sig dog modstand fra mange sider; man klagede over hans skatter, hans utæmmelige herskesyge og blanden sig i alle sager. Det var først Hamborgs Domkapitel, der gik imod ham. Kapitlet og borgerne i Bremen fulgte efter, og i 1314 måtte han forlade sit embede. 1316 erklærede gejstligheden i Bremen Stift, at han "ikke var sin fornuft mægtig" og valgte en medhjælper til at administrere i hans sted. Pave Johannes XXII billigede dette skridt.